# Президентские выборы в Венесуэле (2012)
Президентские выборы в Венесуэле 2012 года состоялись 7 октября. В них приняли участие шесть кандидатов, однако основными претендентами на победу считались два — действующий президент Уго Чавес, а также губернатор штата Миранда Энрике Каприлес Радонски. Чавеса поддержал блок левых партий «Большой патриотический полюс», Каприлеса — оппозиционная коалиция «Круглый стол демократического единства». Другие четыре кандидата (Мария Боливар, Орландо Чиринос, Рейна Секера и Луис Рейес), согласно предвыборным опросам, имели рейтинг в пределах статистической погрешности. Победителем выборов стал Уго Чавес, однако в связи со смертью политика, в 2013 году состоялись новые выборы.

## Избирательный процесс
С 1998 года избирательный процесс в Венесуэле высокоавтоматизирован и находится в ведении беспартийного Национального избирательного совета. Избирательные участки оснащены высокотехнологичными машин для голосования DRE с сенсорными экранами.

## Кандидаты

### Уго Чавес
После утверждения в 2009 году поправки к Конституции Венесуэлы, которая отменила ограничение на количество сроков, действующий президент Уго Чавес получил возможность выдвинуть свою кандидатуру на пост главы государства в 4-й раз. О своём намерении избираться Чавес впервые открыто объявил на митинге в Каракасе в ноябре 2010 года. В июле 2011 года он подтвердил своё намерение баллотироваться, несмотря на свою борьбу с раком. В этот раз Чавес баллотировался от Единой социалистической партии Венесуэлы, созданной им после своего переизбрания в 2006 году с целью объединить всех сторонников социалистического выбора Венесуэлы. Его кандидатуру также выдвинули десять политических организаций левого толка.

### Энрике Каприлес Радонски

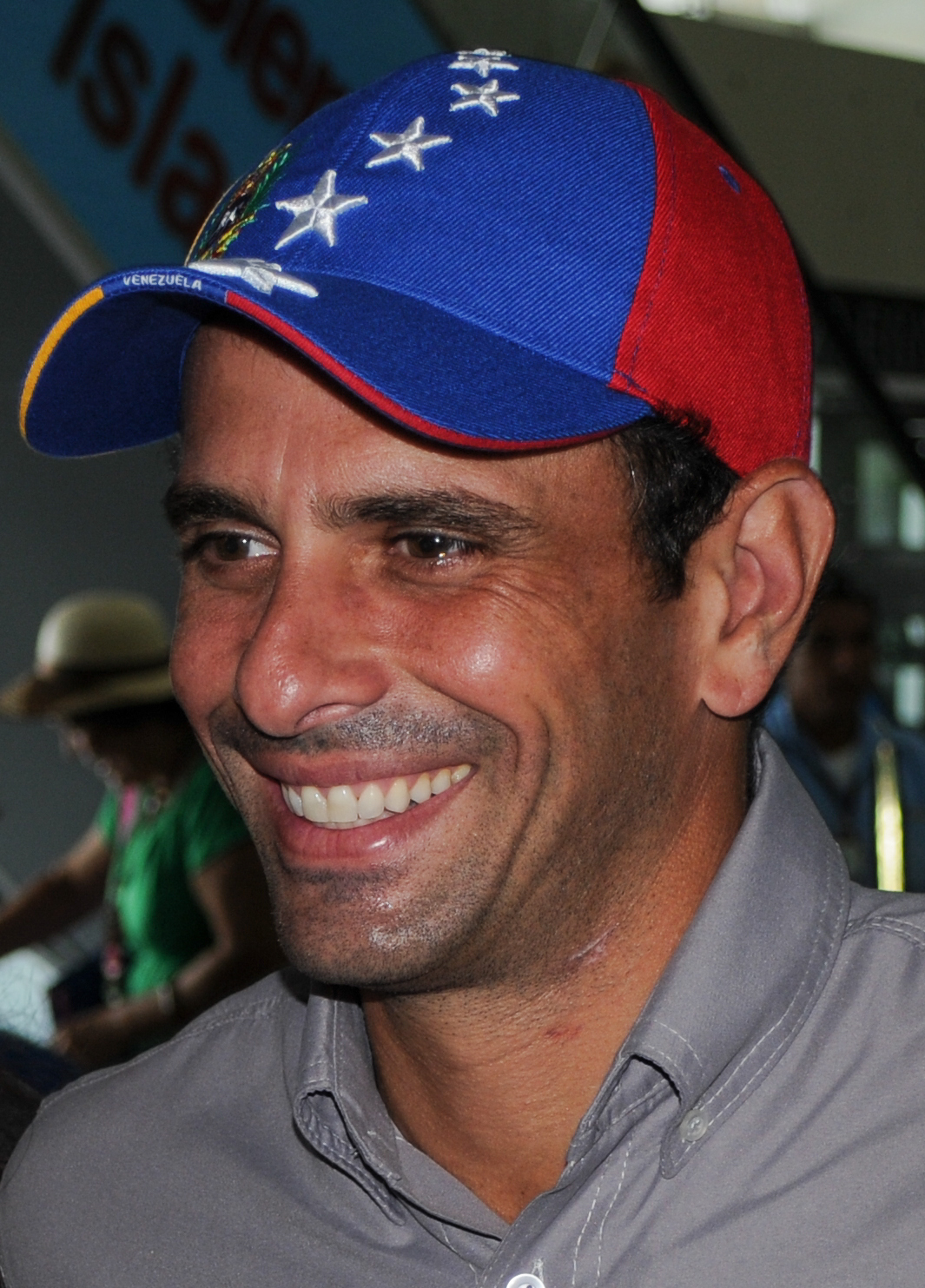
Губернатор штата Миранда Энрике Каприлес Радонски
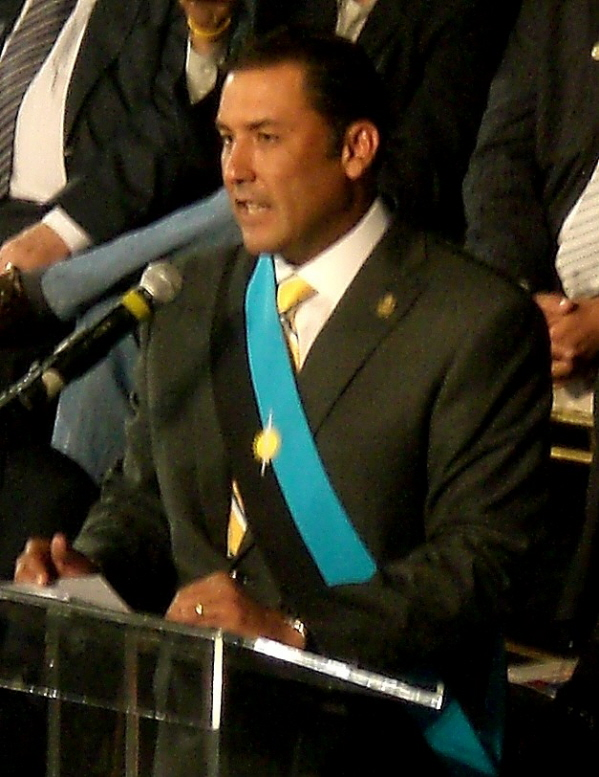
Губернатор штата Сулия Пабло Перес Альварес
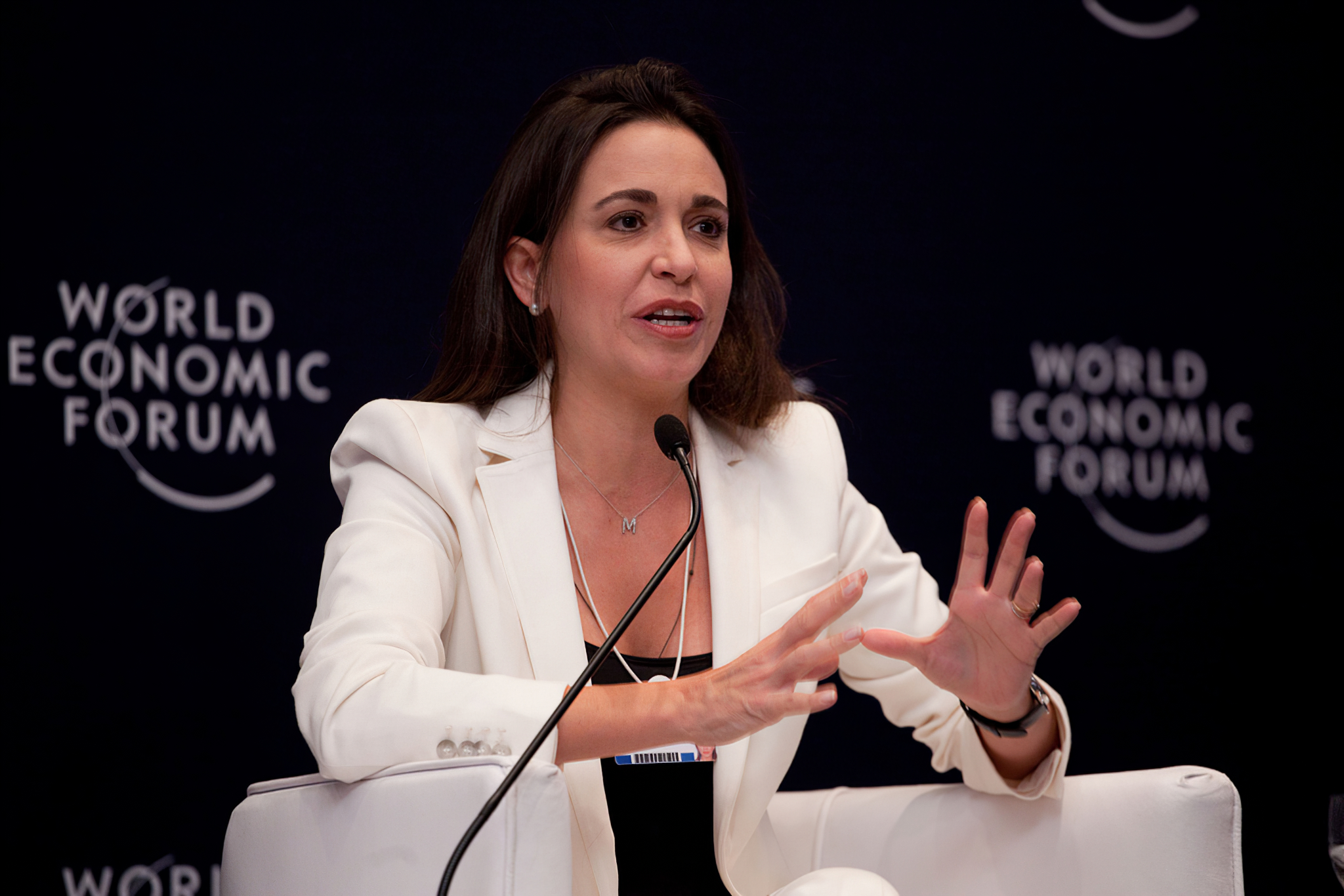
Депутат от штата Миранда Мария Корина Мачадо
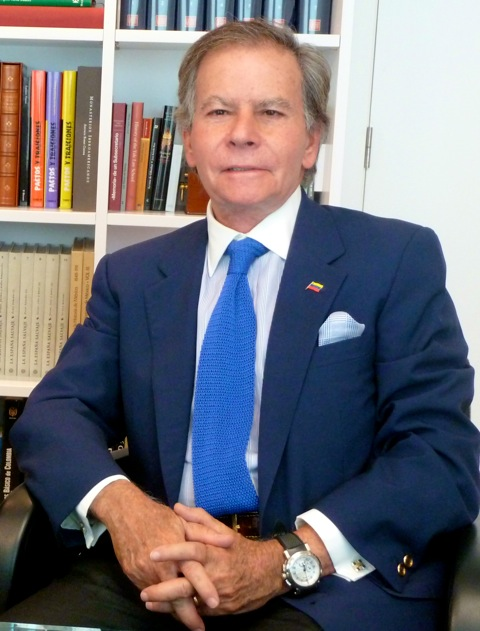
Бывший представитель Венесуэлы в ООН (1991—1993) и бывший губернатор Федерального округа (1974—1977) Диего Арриа
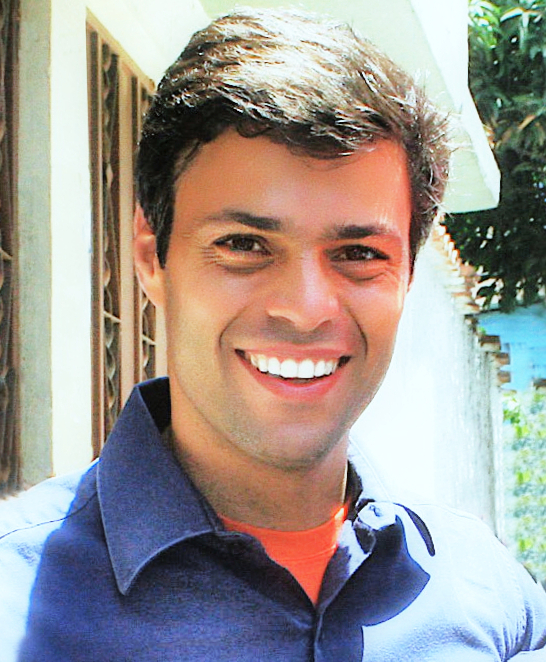
Бывший мэр Чакао Леопольдо Лопес

Кандидатом Круглого стола демократического единства по результатам праймериз, прошедших 12 февраля 2012 года, стал губернатор штата Миранда и лидер лево-либеральной партии «За справедливость» Энрике Каприлес Радонски. Всего в первичных выборах приняли участие 3 059 024 человека, из них кандидатуру Каприлеса поддержали 1 900 528 (64,2 %), что более чем в два раза количества голосов поданных за Пабло Переса Альвареса (30,3 %). За Марию Мачадо проголосовали 3,7 % участников праймериз, за Диего Арриа — 1,3 %, за политика и бывшего профсоюзного лидера Пабло Медину — 0,5 %. Первоначально желающих стать единым кандидатом античавистской оппозиции было больше. Леопольдо Лопес был вынужден отказаться от борьбы из-за запрета баллотироваться, наложенного на него властями Венесуэлы из-за обвинений в коррупции, которые он отрицал, и в конце концов поддержал Энрике Каприлеса Радонски. Ещё три кандидата, Сесар Перес Вивас (губернатор штата Тачира), Антонио Ледесма (мэр столичного округа Каракаса) и Эдуардо Фернандес (бывший генеральный секретарь КОПЕЙ) вышли из гонки, заявив, что они поддержат кандидата с наилучшими шансами на победу. Став единым кандидатом оппозиции, Каприлес заручился поддержкой 22 политических организаций от левоцентристских до правых. Желая целиком сосредоточиться на своей кампании в начале июня 2012 года он ушёл в отставку с должности губернатора.

### Остальные кандидаты[1]
- Йоэль Акоста Чиринос — военный в отставке, участник переворота Уго Чавеса 4 февраля 1992 года, был выдвинут партией Авангард двухсотлетней республики, за три недели до выборов снял свою кандидатуру;
- Рафаэль Ускатеги — временный Генеральный секретарь партии «Отечество для всех», снял свою кандидатуру в пользу Чавеса;
- Луис Рейес — выдвинут протестантской партией Организация подлинного обновления, связанной с Большим патриотическим полюсом;
- Орландо Чирино — лидер профсоюза нефтяников штата Фалькон, номинирован левой Партией за социализм и свободу, позиционирующей себя как независимой и от ЕПСВ, так и от Круглого стола демократического единства;
- Мария Боливар — адвокат из штата Сулия, выдвинутая организации Объединённой демократической партией за мир и свободу;
- Рейна Секера — баллотировался от партии «Сила рабочих».

## Предвыборная кампания

### Кампания Чавеса
Кампания «Большого патриотического полюса» основывалась на идее защиты Боливарианского проекта и распространении информации о достижениях текущего правительства, в частности, они утверждали, что именно с приходом к власти Чавеса уровень бедности в Венесуэле снизился. Много внимания уделялось успехам социальных программ Чавеса, в частности, по массовому жилищному строительству и развитию здравоохранения, осуществление которых стало возможным благодаря доходам Венесуэлы от экспорта нефти. Как часть своей кампании, Чавес увеличил социальные расходы и запустил второй венесуэльский спутник. В то же время, в своей предвыборной кампании Чавес никак не затронул тему высокой уличной преступности в Венесуэле, ставшей основной проблемой страны. Сторонники Чавеса утверждали, что в случае победы Каприлеса на президентских выборах, курс страны будет полностью изменён.
Выступления президента Чавеса по ходу кампании характеризуются, в частности, использованием уничижительных эпитетов в адрес его основного соперника, Энрике Каприлеса, таких как, «буржуа», «апатрид» и прочих. Также он заявил, что оппозиция представляет «богатых и правительство США». Кроме того, Чавес в ходе предвыборной гонки обвинил своего основного соперника в использовании в предвыборной кампании денег, полученных от наркомафии, сообщив, что предвыборную кампанию Каприлеса финансируют крупные предприниматели, сбежавшие за границу венесуэльские банкиры, а также те, кто занимается отмыванием денег наркомафии.
За полгода до выборов Чавес перенёс две операции по удалению злокачественных опухолей, однако утверждал что теперь полностью здоров и одержит победу.

### Кампания Каприлеса
10 июня 2012 года Каприлес прибыл в Национальный избирательный совет, чтобы официально зарегистрировать свою кандидатуру, сопровождаемый сотнями тысяч своих сторонников. В дальнейшем Каприлес вёл свою кампанию очень энергично, посетив 260 городов в каждом из 23 штатов страны. Он избрал для себя стиль молодого спортивного энтузиаста, который ездит на мотоцикле в трущобы, и порвал с политиками «старой гвардии». На протяжении всей своей кампании, Каприлес выражал уверенность в своей победе.
В отличие от Чавеса, Каприлес отказывался использовать уничижительные эпитеты в своей избирательной кампании, заявляя, что его больше беспокоят проблемы, стоящие перед страной. Его выступления перед избирателями строились на решении проблем страны. Себя Каприлес позиционировал как левоцентристского прогрессиста, приверженного идеи свободного рынка, и при этом последователя борьбы с бедностью с помощью перераспределения доходов государством, как в социально ориентированной бразильской экономической модели, созданной в президентство Лулы да Силвы. В приоритетных целях Каприлеса значились борьба с инфляцией, пересмотр нефтяных соглашений с целью привлечения иностранных инвесторов (при этом он отказался от приватизации национальной нефтяной компании PDVSA), создание миллиона рабочих мест в сельской местности и стимулирование производства для сокращения импорта. Повышение качества образования, по мнению Каприлеса, должно помочь в решении проблем безопасности страны и глубокой бедности.
В области внешней политики Радонски намерен отказаться от ориентации на сотрудничество исключительно с левыми правительствами Латинской Америки, а также Китаем, Россией, Ираном и Беларусью. Кроме того, он заявил о намерении прекратить поддержку группировки ФАРК в Колумбии.

## Споры и конфликты

### Списки избирателей
Сразу после проведения праймериз оппозиции, вспыхнул спор из-за списков избирателей, принявших в них участие. 14 февраля в городе Марио Брисеньо Ирагорру (штат Арагуа) полиция, выполняя решение Верховного суда, попыталась конфисковать избирательные документы, включая списки избирателей, встретив противодействие оппозиции, опасавшейся нарушения тайны голосования. В результате один из протестующих попал под полицейский эвакуатор и позднее скончался в больнице. Позже оппозиция объявила, что все списки избирателей были уничтожены.

### Раскол внутри оппозиции
В начале сентября 2012 года Давид де Лима, бывший губернатор штата Ансоатеги, опубликовал документ, по его словам, представлявший из себя тайный договор между некоторыми из участников первичных выборов оппозиции, согласно которому они в случае победы на президентских выборах должны были реализовать политику неолиберальных реформ. Де Лима заявил, что среди подписантов документа был, в том числе, и Каприлес. Депутат Уильям Охеда осудил эти планы и «неолиберальную одержимость» своих коллег по оппозиции, за что уже на следующий день партия «Новое время» приостановила его членство. Каприлес заявил, что его подпись на документе подделана, а Хосе Гуэрра, экономический советник «Круглого стола демократического единства» сказал, что у блока нет никакой скрытой повестки дня и что в его планы входит институционализация социальных программ государства, чтобы они больше не зависели от прихотей правительства. Тем не менее, спустя несколько дней четыре партии вышли из коалиции. Лидеры одной из оппозиционных партий заявил, что Де Лима предложил им деньги за выход из коалиции, Де Лима отверг обвинение в подкупе. 30 сентября Альдо Кармено, бывший губернатор штата Фалькон и бывший национальный секретарь оппозиционной христианско-демократической партии КОПЕЙ, обвинил Каприлеса в «обмане венесуэльского народа» и объявил о своей поддержке Уго Чавеса.

## Предвыборные опросы
| Организатор                                                               | Дата публикации  | Уго Чавес | Энрике Каприлес | Отрыв  | Прочие и неопределившиеся | Выборка |
| ------------------------------------------------------------------------- | ---------------- | --------- | --------------- | ------ | ------------------------- | ------- |
| Consultores 21                                                            | 5 октября 2012   | 47,2 %    | 51,8 %          | 4,6 %  | 1,0 % (явка — 77 %)       | 1546    |
| Top Data Consultores                                                      | 30 сентября 2012 | 42,62 %   | 49,72 %         | 7,1 %  | 7,66 %                    | 4700    |
| Predicmática                                                              | 26 сентября 2012 | 47,1 %    | 52,9 %          | 5,8 %  | —                         | 1600    |
| Hercón Consultores                                                        | 26 сентября 2012 | 44 %      | 48,8 %          | 4,8 %  | 7,2 %                     | 2000    |
| Hinterlaces                                                               | 26 сентября 2012 | 50 %      | 34 %            | 16 %   | 16 %                      | 1633    |
| Datanálisis                                                               | 25 сентября 2012 | 47,3 %    | 37,2 %          | 10,2 % | 15,5 %                    | н/д     |
| Varianzas                                                                 | 25 сентября 2012 | 49,7 %    | 47,7 %          | 2,0 %  | 2,6 %                     | 2000    |
| ICS                                                                       | 25 сентября 2012 | 55,1 %    | 35,4 %          | 19,7 % | 3,1 %                     | 2200    |
| Consultores 21 Архивная копия от 1 февраля 2016 на Wayback Machine        | 19 сентября 2012 | 46,2 %    | 48,1 %          | 1,9 %  | 5,7 %                     | 1000    |
| 6.º Poder Datos                                                           | 18 сентября 2012 | 46,17 %   | 43,25 %         | 2,92 % | 7,92 %                    | 1200    |
| IVAD                                                                      | 18 сентября 2012 | 53,3 %    | 32,7 %          | 20,6 % | 14 %                      | н/д     |
| Consultores 30-11 (недоступная ссылка)                                    | 14 сентября 2012 | 56,5 %    | 34,4 %          | 22,1 % | 8,1 %                     | н/д     |
| Datos Interdata-Opinión Архивная копия от 4 марта 2016 на Wayback Machine | 13 сентября 2012 | 47,07 %   | 50,64 %         | 3,57 % | 2,27 %                    | 18 803  |
| GIS XXI                                                                   | 12 сентября 2012 | 60,1 %    | 39,9 %          | 20,2 % | 2 %                       | 2500    |
| Hinterlaces Архивная копия от 1 февраля 2016 на Wayback Machine           | 6 сентября 2012  | 50 %      | 32 %            | 18,0 % | 18 %                      | н/д     |
| IVAD                                                                      | 2 сентября 2012  | 50,8 %    | 32,4 %          | 18,4 % | 16,8 %                    | 1200    |
| Consultores 21 Архивная копия от 1 февраля 2016 на Wayback Machine        | 24 августа 2012  | 45,9 %    | 47,7 %          | 1,8 %  | 6,4 %                     | н/д     |
| Datanálisis Архивная копия от 15 ноября 2012 на Wayback Machine           | 20 августа 2012  | 46,8 %    | 34,2 %          | 12,6 % | 18,8 %                    | 1288    |
| Varianzas                                                                 | 18 августа 2012  | 49,3 %    | 47,5 %          | 1,8 %  | 3,5 %                     | 2000    |
| Hinterlaces                                                               | 17 августа 2012  | 48        | 30              | 18,0 % | 22 %                      | 1500    |
| GIS XXI Архивная копия от 10 октября 2012 на Wayback Machine              | 8 августа 2012   | 56        | 30              | 26,0 % | 14 %                      | 2500    |
| Hinterlaces Архивная копия от 1 февраля 2016 на Wayback Machine           | 18 июля 2012     | 47 %      | 30 %            | 17,0 % | 23 %                      | 1500    |
| Datanálisis Архивная копия от 1 февраля 2016 на Wayback Machine           | 16 июля 2012     | 46,1 %    | 30,8 %          | 15,3 % | 23,1 %                    | н/д     |
| Varianzas                                                                 | 7 июля 2012      | 50,3 %    | 46,0 %          | 3,7 %  | 3,7 %                     | 2000    |
| IVAD Архивная копия от 1 февраля 2016 на Wayback Machine                  | 9 июля 2012      | 54,8 %    | 32,9 %          | 21,9 % | 12,3 %                    | н/д     |
| Consultores 21 Архивная копия от 29 октября 2012 на Wayback Machine       | 3 июля 2012      | 45,9 %    | 45,8 %          | 0,1 %  | 8,7 %                     | 2000    |
| Consultores 21 Архивная копия от 20 октября 2012 на Wayback Machine       | 28 июня 2012     | 47,9 %    | 44,5 %          | 3,4 %  | 7,5 %                     | н/д     |
| GIS XXI Архивная копия от 1 февраля 2016 на Wayback Machine               | 19 июня 2012     | 57,0 %    | 23,0 %          | 34,0 % | н/д                       | н/д     |
| Hinterlaces Архивная копия от 7 апреля 2014 на Wayback Machine            | 18 июня 2012     | 51        | 34              | 17,0 % | 16 %                      | н/д     |
| Varianzas Архивная копия от 25 января 2016 на Wayback Machine             | 29 мая 2012      | 50,5 %    | 45.7            | 4,8 %  | 3,7 %                     | 1900    |
| GIS XXI                                                                   | 13 мая 2012      | 57        | 21              | 36,0 % | 22 %                      | н/д     |
| Varianzas                                                                 | 9 апреля 2012    | 49,3 %    | 45,1 %          | 4,2 %  | 5,6 %                     | 1900    |
| Datanálisis Архивная копия от 7 марта 2016 на Wayback Machine             | 29 марта 2012    | 44,7 %    | 31,4 %          | 13,3 % | 25,0 %                    | н/д     |
| Consultores 21 Архивная копия от 8 мая 2012 на Wayback Machine            | 22 марта 2012    | 46 %      | 45 %            | 1,0 %  | 9,0 %                     | 2000    |
| IVAD (недоступная ссылка)                                                 | 17 марта 2012    | 56,5 %    | 26,6 %          | 29,2 % | 16,9 %                    | н/д     |
| Hinterlaces Архивная копия от 11 марта 2012 на Wayback Machine            | 3 марта 2012     | 52 %      | 34 %            | 18,0 % | н/д                       | н/д     |
| IVAD Архивная копия от 8 февраля 2012 на Wayback Machine                  | 5 февраля 2012   | 56 %      | 31,8 %          | 24,2 % | 12,3 %                    | н/д     |
| Hinterlaces Архивная копия от 1 февраля 2016 на Wayback Machine           | 30 января 2012   | 50 %      | 34 %            | 16,0 % | 30 %                      | н/д     |

## Итоги выборов
| Кандидат                                          | Кандидат                   | Партия                                   | Голоса     | %     | +/- (п.п.) |
| ------------------------------------------------- | -------------------------- | ---------------------------------------- | ---------- | ----- | ---------- |
|                                                   | Уго Чавес                  | Единая социалистическая партия Венесуэлы | 8 191 132  | 55,07 | ▼7,77      |
|                                                   | Энрике Каприлес            | «Круглый стол демократического единства» | 6 591 304  | 44,31 | ▲7,41      |
|                                                   | Рейна Секера               | «Сила рабочих»                           | 70 567     | 0,47  | Первый раз |
|                                                   | Луис Рейес                 | Организация подлинного обновления        | 8 214      | 0,05  | ▲0,01      |
|                                                   | Мария Боливар              | Партия за мир и свободу                  | 7 378      | 0,04  | Первый раз |
|                                                   | Орландо Чиринос            | Партия за социализм и свободу            | 4 144      | 0,02  | Первый раз |
| Недействительные бюллетени                        | Недействительные бюллетени | Недействительные бюллетени               | 287 550    | 1,89  | ▲0,54      |
| Явка                                              | Явка                       | Явка                                     | 15 160 289 | 80,49 | ▲5,8       |
| Источник: Consejo Nacional Electoral de Venezuela |                            |                                          |            |       |            |

1. ↑  По сравнению с результатом кандидата от «Круглого стола демократического единства» на выборах 2006 года Мануэля Росалеса
2. ↑  Учтены как действительные, так и недействительные бюллетени

| Народное голосование (%) | Народное голосование (%) | Народное голосование (%) | Народное голосование (%) | Народное голосование (%) |
| ------------------------ | ------------------------ | ------------------------ | ------------------------ | ------------------------ |
| Уго Чавес                |                          |                          | 55.07 %                  |                          |
| Энрике Каприлес          |                          |                          | 44.31 %                  |                          |
| Другие                   |                          |                          | 0.58 %                   |                          |

## Значение выборов
Президентские выборы 2012 года вызвали большой интерес в Венесуэле, показав явку выше 80 % избирателей, очень высокую для страны, в которой голосование не является обязательным. Всю избирательную кампанию Чавес лидировал в наиболее авторитетных опросах, как правило, с большим перевесом. Итоги выборов доказали, что его популярность остаётся высокой, хотя он и не смог победить с таким же огромным перевесом как шестью годами ранее. Неожиданным для многих сторонников Чавеса стала его смерть всего через два месяца после начала его четвёртого срока, что привело к необходимости проводить досрочные выборы.